# Calyceraceae
Die Calyceraceae sind eine Familie in der Ordnung der Asternartigen (Asterales). In dieser Familie gibt es vier bis sechs Gattungen und etwa 40 Arten mit rein neotropischer Verbreitung; alle Arten haben ihre Areale in Südamerika. Die meisten Arten wachsen in den Anden.

## Beschreibung
Arten der Calyceraceae sind einjährige oder mehrjährige krautige  Pflanzen.
Die wechselständigen Laubblätter sind einfach oder fiederspaltig. Bei einigen Arten stehen die Blätter in grundständigen Rosetten. Die Blattränder sind ganz. Nebenblätter fehlen.
Es gibt sowohl Taxa mit zwittrigen als auch Taxa mit eingeschlechtigen Blüten; männliche und weibliche Blüten sitzen auf einer Pflanze, sie sind also einhäusig getrenntgeschlechtig (monözisch).
Die Blüten stehen einzeln oder in meist kopfigen oder selten traubigen Blütenständen (Infloreszenzen) zusammen. Die kleinen Blüten sind meist fünfzählig (selten vier- oder sechszählig) und radiärsymmetrisch bis schwach zygomorph. Die beiden Blütenhüllblattkreise sind deutlich verschieden. Die Kelchblätter enden bei vielen Arten in Dornen. Die Kronblätter sind in einer Röhre verwachsen. Es gibt nur einen Kreis mit meist fünf (selten vier oder sechs) freien fertilen Staubblättern. Die Staubblätter sind mit dem oberen Teil der Kronröhre verwachsen. Manchmal ist nur ein Fruchtblatt vorhanden, meist sind zwei Fruchtblätter zu einem unterständigen Fruchtknoten verwachsen. Es ist ein Griffel und eine Narbe vorhanden. Die Bestäubung erfolgt durch Insekten (Entomophilie). Es werden achänenähnliche Früchte gebildet, sie sind von den Resten von Kelch und Krone gekrönt.

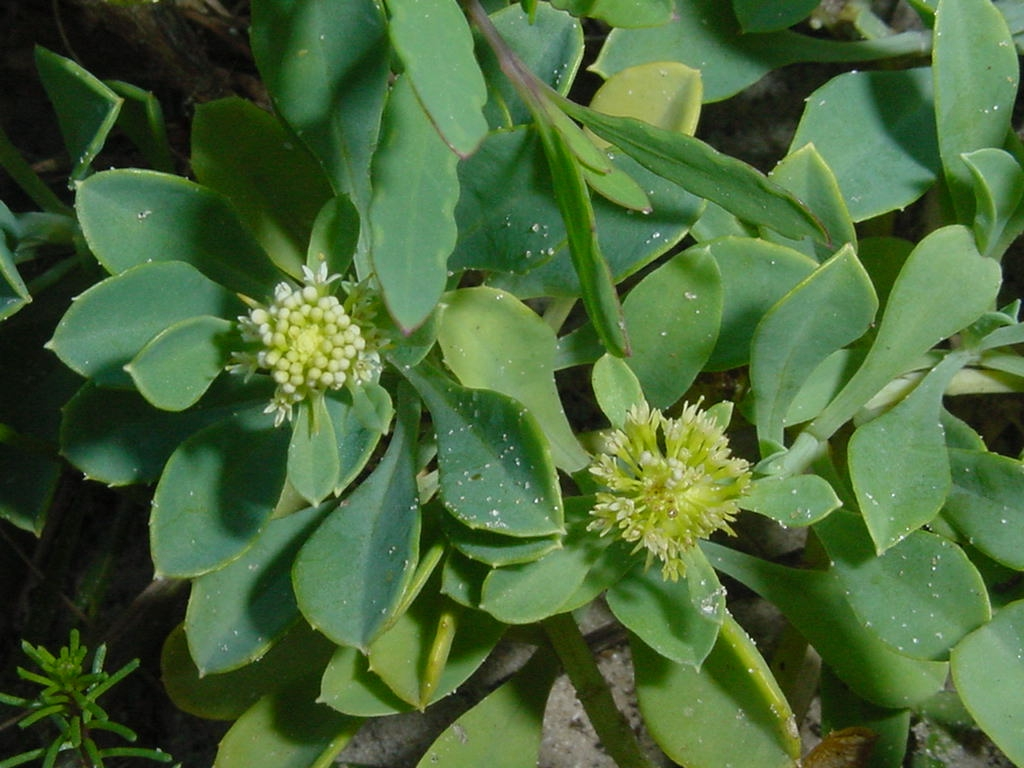
Acicarpha bonariensis

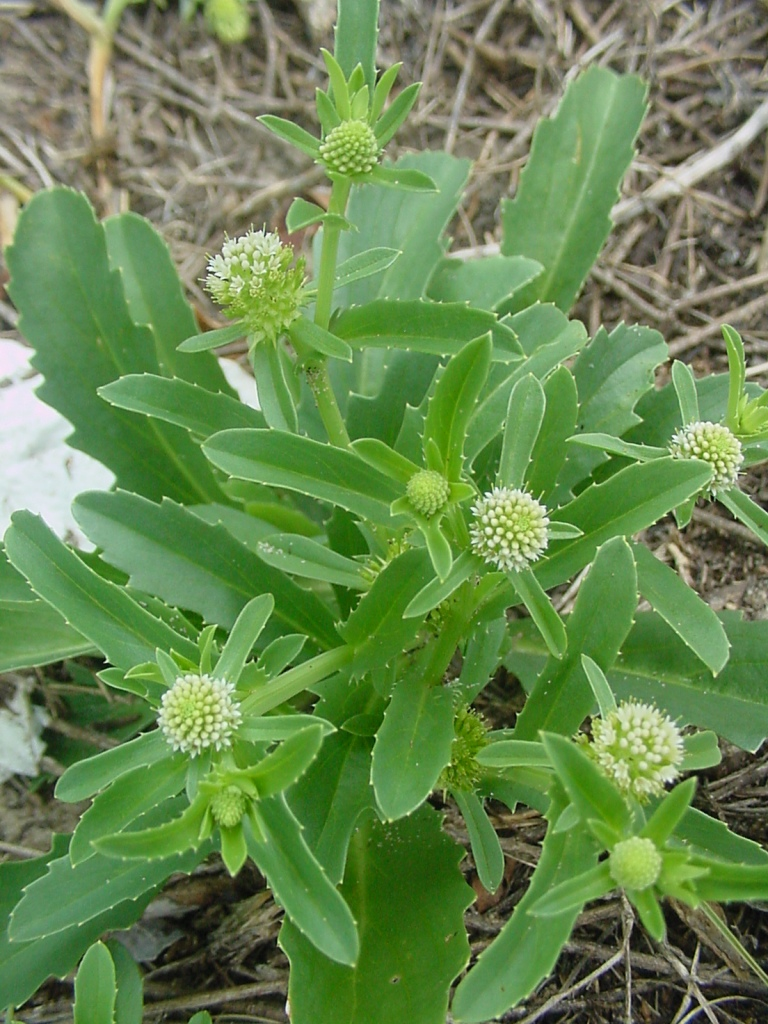
Calycera crassifolia

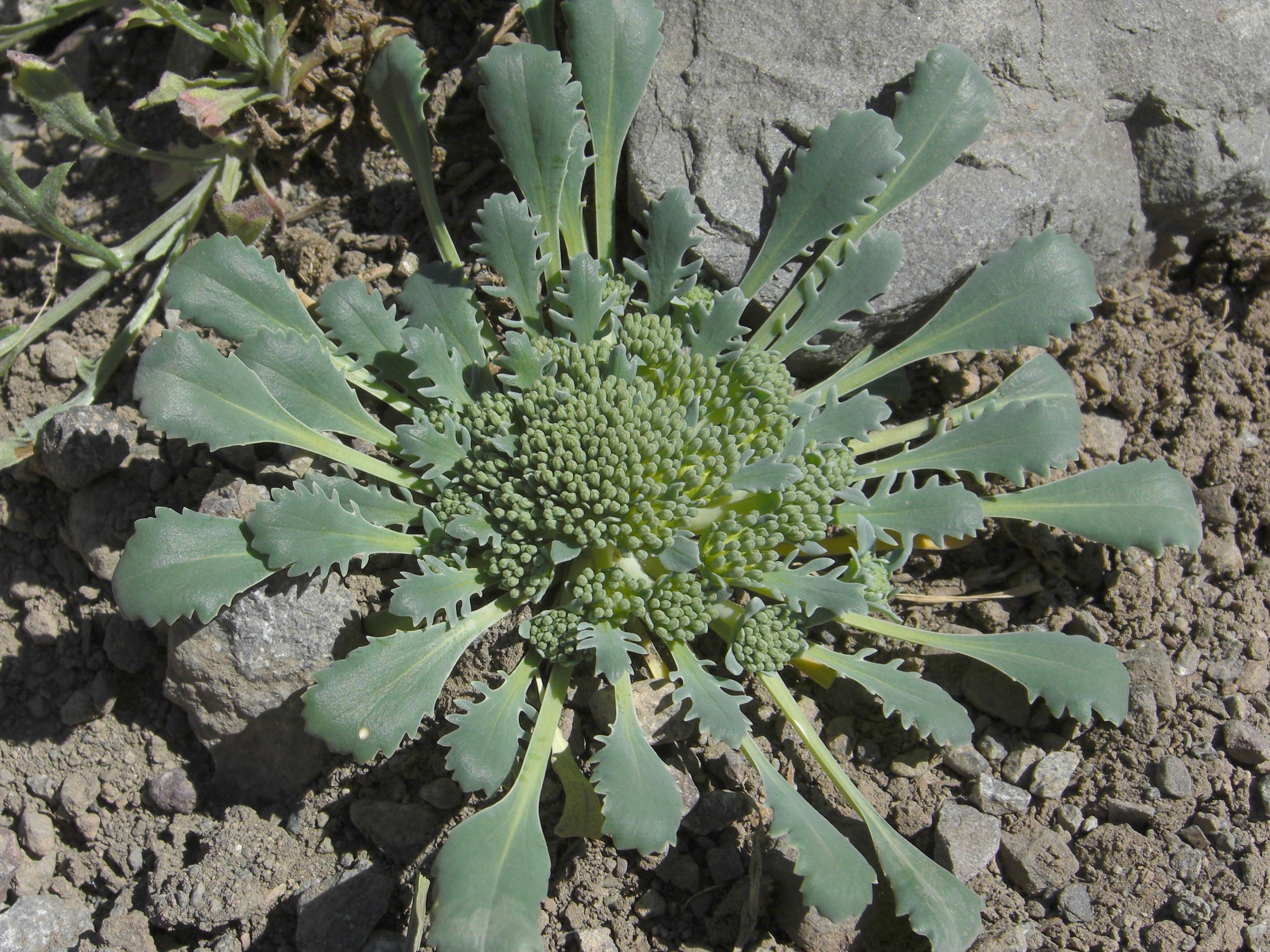
Nastanthus ventosus

## Systematik
Es gibt vier bis sechs Gattungen mit etwa 40 (bis 60) Arten (Auswahl) in der Familie:
- Acicarpha Juss.: Mit etwa fünf Arten im tropischen Amerika. Sie haben als einzige Arten traubige Blütenstände, darunter:
  - Acicarpha bonariensis (Pers.) Herter (Syn.: Acicarpha spathulata R.Br.): Sie kommt im östlichen und südlichen Brasilien vor.[1]
  - Acicarpha tribuloides Juss.: Sie kommt von Bolivien bis Brasilien und Argentinien vor.[1]
- Boopis Juss. (Syn.: Acarpha Griseb.): Mit etwa 30 Arten, darunter:
  - Boopis anthemoides Juss.: Sie kommt in Argentinien vor.[1]
  - Boopsis australis Decne.: Sie kommt vom südlichen Chile bis zum südlichen Argentinien vor.[1]
  - Boopis bupleuroides (Less.) C.A.Müll. (Syn.: Acicarpha bupleuroides Less.): Sie kommt im südöstlichen und im südlichen Brasilien vor.[2][1]
  - Boopis gracilis Phil. (Syn.: Calycera boopidea Hicken): Sie kommt vom zentralen Chile bis Argentinien vor.[1]
- Calycera Cav. (Syn.: Calicera Cav. orth. var., Leucocera Turcz.): Mit etwa 16 Arten, darunter:
  - Calycera calcitrapa Griseb.: Sie kommt im nordwestlichen Argentinien vor.[1]
  - Calycera crassifolia (Miers) Hicken: Sie kommt vom südlichen Brasilien bis Argentinien vor.[1]
  - Calycera herbacea Cav. (Syn.: Calycera intermedia Phil.): Sie kommt vom zentralen Chile bis zum westlichen Argentinien vor.[1]
  - Calycera leucanthema (Poepp. ex Less.) Kuntze: Sie kommt im zentralen und im südlichen Chile vor.[1]
  - Calycera pulvinata J.Rémy: Sie kommt vom südlichen Peru bis zum nordwestlichen Argentinien vor.[1]
  - Calycera sessiliflora Phil.: Sie kommt im nördlich-zentralen und im zentralen Chile vor.[1]
  - Calycera sympaganthera (Ruiz & Pav.) Kuntze (Syn.: Calycera balsamitifolia A.Rich.): Sie kommt im südlich-zentralen Chile vor.[1]
- Gamocarpha DC.: Mit etwa sechs Arten, darunter:
  - Gamocarpha alpina (Poepp. ex Less.) H.V.Hansen: Sie kommt vom südlich-zentralen und vom zentralen Chile bis Argentinien vor.[1]
- Moschopis Phil.: Mit etwa acht Arten, darunter:
  - Moschopis caleofuensis (Speg.) Dusén: Sie kommt im südlichen Argentinien vor.[1]
  - Moschopis monocephala (Phil.) Reiche: Sie kommt von Peru bis ins nordwestliche Argentinien vor.[1]
  - Moschopis trilobata Dusén: Sie kommt vom südlichen Chile bis ins südliche Argentinien vor.[1]
- Nastanthus Miers: Mit etwa sieben Arten, darunter:
  - Nastanthus patagonicus Speg.: Sie kommt im südlichen Argentinien vor.[1]
  - Nastanthus scapiger (J.Rémy) Miers (Syn.: Nastanthus spathulatus (Phil.) Miers): Sie kommt vom zentralen Chile bis zum westlich-zentralen und zum südlichen Argentinien vor.[1]
  - Nastanthus ventosus (Meyen) Miers (Syn.: Nastanthus agglomeratus Miers): Sie kommt vom nördlich-zentralen und zentralen Chile bis zum westlichen Argentinien vor.[1]

In dieser Familie ist die ehemalige Familie der Boopidaceae Cass. enthalten.